# Tapisciàcies
Les tapisciàcies (Tapisciaceae) són una família de plantes angiospermes, les plantes amb flors, de l'ordre de les huerteals, dins del clade de les màlvides, natives d'Amèrica Central, Mèxic, nord d'Amèrica del Sud i de l'est d'Àsia.

## Descripció
Són caràcters distintius de les tapisiciàcies les seves fulles disposades en espiral i la presència de glàndules en el punt d'articulació del pecíol amb el raquis. Les flors són menudes i el fruit és en forma de drupa.

## Taxonomia
La primera publicació vàlida d'aquesta família la va fer l'any 1987 el botànic armeni Armèn Takhtadjan (1910-2009), a la seva obra Sistema Magnoliofitov.

### Gèneres
Dins d'aquesta família es reconeixen els 2 gèneres següents:
- Huertea Ruiz & Pav. - 4 espècies, natives de Mèxic, el Carib, Amèrica Central, Colòmbia, Veneçuela, Equador i Perú.[4]
- Tapiscia Oliv. - 2 espècies, natives de la Xina i d'Indoxina.[5]

## Història taxonòmica
A la classificació clàssica del sistema Cronquist no es reconeixia aquesta família, els seus dos gèneres eren part de les estafileàcies, dins l'ordre de les sapindals.Cronquist, Arthur. An integrated system of classification of flowering plants (en anglès).  Nova York: Columbia UNiversity Press, 1981, p. xvi, 791. ISBN 0-231-03880-1.
A la primera versió del sistema de classificació APG (1998) aquesta família no va ser ubicada dins de cap ordre, era dins el clade anomenat eurosids II. Aquesta situació es va mantenir a la segona versió d'aquest sistema de classificació filogenètica, APG II (2003). No va ser fins a la tercera versió, APG III (2009), que es va decidir l'emplaçament de les tapisciàcies, reconeixent l'ordre de les huerteals amb aquesta família, les Gerrardinaceae i les Dipentodontaceae.